# Tannerella serpentiformis
Pour les articles homonymes, voir Tannerella et Forsythia.
Espèce
Tannerella serpentiformis, est une espèce de bactéries à Gram négatif du genre Tannerella. Ces bactéries de la famille Tannerellaceae font partie du phylum Bacteroidota.

## Historique
L'espèce Tannerella serpentiformis a été décrite en 2020.

## Taxonomie

### Étymologie
L'étymologie de l'espèce Tannerella serpentiformis est la suivante : ser.pen.ti.for’mis L. masc./fem. n. serpens, serpent; L. fem. n. forma, forme; N.L. masc./fem. adj. serpentiformis, qui se réfère à la forme de serpent de la morphologie cellulaire de cette espèce,.

### Classification Phylogénique
L'analyse phylogénétique de l'ARNr 16S de la bactérie SP18_26 a classé celle-ci dans un clade formé uniquement de bactéries du genre Tannerella. Comme l'espèce-type du genre Tannerella, cette espèce est classée dans la famille des Tannerellaceae (créée en 2016) dans l'ordre des Bacteroidales, la classe des Bacteroidia et dans le phylum Bacteroidota. Ce déplacement des deux genres bactériens et le nouveau nom de famille a été validé en 2022 par l'International Committee on Systematics of Prokaryotes.

## Description
L'espèce Tannerella serpentiformis est une espèce de bactéries à Gram négatif, anaérobies strictes non mobiles et fusiformes.